# Rosana Guber
Rosana Guber (13 de agosto de 1957) es una antropóloga argentina, investigadora principal del Conicet y docente universitaria. En 2016, recibió el Premio Konex Platino en la categoría Arqueología y Antropología, siendo la primera mujer y antropóloga social en recibirlo.
Publicó numerosos artículos y libros. Se especializa en la enseñanza de la investigación etnográfica y en estudios sobre el conflicto bélico en las Islas Malvinas, estudiando la perspectiva de los protagonistas de los hechos.

## Biografía
Nació el 13 de agosto de 1957. Su madre, Rebeca Cherep, era matemática y su padre, José Guber, ingeniero.
En 1982, finaliza la licenciatura en Ciencias Antropológicas en la Facultad de Filosofía y Letras de la UBA, para posteriormente realizar una Maestría en Ciencias Sociales en FLACSO, que culmina en 1985. Más adelante, recibe el diploma de Master of Arts (1992) y el Ph.D (1999), ambos en la Johns Hopkins University, Baltimore, Maryland, EE. UU. Desde 1994 es directora del Centro de Antropología Social del IDES, en donde también dirige la Maestría en Antropología Social. Además, es docente de posgrado en numerosas universidades argentinas de gestión estatal, como la Universidad Nacional de Misiones y Universidad Nacional de Córdoba, y también a nivel internacional. Es Investigadora Principal del Conicet.

## Principales líneas de trabajo

### Metodología e investigación etnográfica
Guber se formó como antropóloga en la Facultad de Filosofía y Letras de la UBA, en un contexto político y social complejo, signado por la intervención del gobierno de facto en la Universidad y la persecución política y desaparición forzada de personas. La antropología social no tenía muchas posibilidades de desarrollo en ese contexto, por lo que muchos/as estudiantes se volcaron a otros espacios de investigación. Guber comenzó entonces a asistir a cursos de formación en el Instituto de Desarrollo Económico y Social (IDES), en donde conoce a Esther Hermitte, a quien reconoce como su maestra en el oficio de la investigación etnográfica. Más adelante, trabajó con ella como profesora en la cátedra de Metodología y Técnicas de la Investigación de Campo, en la UBA, convirtiéndose Guber también en una referente de la investigación etnográfica.
Su trabajo en esta materia puede verse reflejado en dos libros. El primero, El salvaje metropolitano. Reconstrucción del conocimiento social en el trabajo de campo, fue publicado en 1991 y reeditado en 2004. El segundo, La Etnografía. Método, campo y reflexividad, publicado en 2011. En ambos, historiza el trabajo etnográfico, nombrando a los principales referentes en la materia, y luego desarrolla algunas herramientas que se despliegan durante el trabajo de campo, como entrevistas o toma de notas. Sin embargo, Guber aclara que los libros no pretenden ser "manuales" o técnicas rígidas a seguir, sino actitudes o disposiciones a tener en cuenta durante una investigación. Para ella, el trabajo de campo "ideal" no es posible, ya que este es un procedimiento signado, en muchos casos, por el desconcierto y el error, similar al tránsito por la vida cotidiana.

### Malvinas
Rosana Guber realizó trabajos etnográficos en torno a la guerra de las Malvinas. Específicamente, trabajó con los participantes de la Guerra, tanto los soldados conscriptos como los profesionales. Numerosos libros reflejan sus estudios en esta temática. Entre ellos, De chicos a veteranos. Memorias argentinas de la guerra de Malvinas, publicado en 2004, en el que trabaja la compleja construcción de la identidad de los exsoldados, en su momento jóvenes conscriptos, entre el fin de la guerra y los años 90', en vínculo y contradicción con la sociedad argentina y el Estado. También, en Experiencia de Halcón. Ni héroes ni kamikazes, pilotos de A4B, publicado en 2016, realiza una etnografía de un grupo de pilotos de la Fuerza Aérea Argentina que participaron del conflicto bélico, reconocidos por su eficacia contra la flota británica. Amen de estos reconocimientos, en su trabajo etnográfico Guber intenta rastrear como fue la experiencia bélica para ellos, en los términos de los propios protagonistas. 
Realizó además numerosos artículos acerca del conflicto bélico, en los cuales aborda temas como la historia de las Islas Malvinas, su lugar en la simbología y mitología nacional, y artículos sobre personajes destacados, como el Gaucho Rivero.

## Publicaciones
- El salvaje metropolitano (1ª edición). Legasa. 1991. ISBN 978-950-600-166-7.
- Etnografía (1ª edición). Grupo Editorial Norma. 2001. ISBN 978-987-545-004-2.
- Por qué Malvinas? (1ª edición). Fondo de Cultura Económica. 2001. ISBN 978-950-557-420-9.
- De chicos a veteranos (1ª edición). Antropofagia. 2004. ISBN 978-987-20018-4-1.
- VI Jornadas sobre etnografía y métodos cualitativos (1ª edición). Instituto de Desarrollo Económico y Social. 2010. ISBN 978-987-23365-2-3.
- La etnografía: método, campo y reflexividad (1ª edición). Siglo XXI Editores Argentina. 2011. ISBN 978-987-629-157-6.
- La articulación etnográfica (1ª edición). Biblos. 2012. ISBN 978-987-691-003-3.
- Experiencia de Halcón (1ª edición). Sudamericana. 2016. ISBN 978-950-07-5496-5.
- ¿Condenados a la reflexividad? Apuntes para repensar el proceso de investigación social (1ª edición). Consejo Latinoamericano de Ciencias Sociales - C.L.A.C.S.O. 2018. ISBN 978-987-722-318-7. (Obra colectiva)